# Cornumutila semenovi
Cornumutila semenovi är en skalbaggsart som beskrevs av Plavilstshikov 1936. Cornumutila semenovi ingår i släktet Cornumutila och familjen långhorningar. Inga underarter finns listade i Catalogue of Life.